# Abd-Al·lah ibn Abd-ar-Rahman al-Balansí
Abd-Al·lah ibn Abd-ar-Rahman al-Balansí (àrab: أبو مروان عبد الله بن عبد الرحمن البلنسي, Abū Marwān ʿAbd Allāh ibn ʿAbd ar-Raḥmān al-Balansī), conegut també com a Ubayd-Al·lah Abu-Marwan o el Valencià (mort el 823), fou un príncep omeia andalusí, fill de l'emir de Qúrtuba Abd-ar-Rahman I ad-Dàkhil, que serví com a general i governador el seu germà l'emir Hixam I, el seu nebot al-Hàkam I i el seu besnebot Abd-ar-Rahman II.

## Revolta contra Hixam I, i pau
Conjuntament amb el seu germà Sulayman ibn Abd-ar-Rahman es va revoltar sense èxit a al-Tagr al-Ala entre 788 i 790 contra el tercer germà, Hixam I, l'hereu d'Abd-ar-Rahman I ad-Dàkhil. Fou el comandant de la ràtzia de 815 sobre el comtat de Barcelona.
De nou amb el seu germà Sulayman, li va disputar el poder a al-Hàkam I a la mort d'Hixam I el 796. Abd-Al·lah fou el primer a arribar a Hispània des del Marroc, i es va dirigir a la marca Superior, però les condicions no eren favorables a la revolta, i junt amb els seus fills Ubayd-Al·lah i Abd-al-Màlik es va retirar a territori de Carlemany. En aquest, va arribar a presentar-se a la cort franca a Aquisgrà i va oferir al rei franc la seva cooperació per a la conquesta de Barcelona fins al riu Ebre. L'any següent l'altre oncle, Sulayman, va desembarcar amb forces amazigues i va atacar Qúrtuba, però fou derrotat i es va retirar cap a Màrida on fou capturat i mort. Abd-Al·lah fou perdonat però se li va assignar residència a Balànsiya.

## Revolta contra Abd-ar-Rahman II, i pau
En accedir al tron Abd-ar-Rahman II el 822 es va tornar a revoltar per aconseguir dirigir l'Emirat de Qurtuba. Va sortir de Tànger on disposava d'un bon nombre de fidels, i es va dirigir a l'Àndalus, on esperava rebre el suport dels seus tres fills, Qàssim, Àsfah i Ubayd-Al·lah, que ocupaven càrrecs a l'administració; només desembarcar a València fou assetjat; per intercessió dels seus fills Qàssim i Àsfah, que no volien ajudar el pare d'altra manera, l'emir li va oferir el govern de la Cora de Todmir, que finalment va acceptar (823).
Fou el comandant de les ràtzies dels anys 825 i 826 sobre al-Qila.

## La Revolta d'Aissó
En 826, uns mesos després de la seva darrera campanya contra el Regne d'Astúries, Aissó es revoltà i demanà ajuda a Abd-ar-Rahman, que envià el general Abu Marwan a fer una ràtzia. L'exèrcit arribà a Saragossa el maig de 827. Des d'allà les forces d'Abu Marwan passaven a territori del comtat de Barcelona, arribant a Barcelona a l'estiu. Assetjà Barcelona sense èxit, saquejant els voltants de la ciutat. Abu Marwan llavors continuà fins a Girona, que ocupà el 10 d'octubre de 827. L'Emperador Lluís el Pietós, que sabia de l'atac musulmà, demanà al seu fill Pipí I d'Aquitània i els comtes Hugh de Tours i Matfrid d'Orléans de reclutar un exèrcit, però el reclutament era lent i abans de reunir-se totalment, Abu Marwan i el seu exèrcit havien retornat a territori musulmà. Els rebels abandonaven el país amb ells el 827.